# Hankyu Nishinomiya Stadium
Stadion Hankyu – stadion w Japonii. Zburzony w 2005 r.